# Fussballclub Admira Wacker Mödling 2015-2016
Questa voce raccoglie le informazioni riguardanti lo Fussballclub Admira Wacker Mödling nelle competizioni ufficiali della stagione calcistica 2015-2016.

## Organigramma societario

### Staff tecnico
| Allenatore:              | Ernst Baumeister |
| Allenatore in seconda:   | Oliver Lederer   |
| Allenatore dei portieri: | Georg Heu        |
| Team manager:            | Armin Schiller   |

## Rosa
| N. |                         | Ruolo | Calciatore             |
| -- | ----------------------- | ----- | ---------------------- |
| 3  | Austria (bandiera)      | D     | Christoph Schößwendter |
| 4  | Austria (bandiera)      | D     | Stephan Zwierschitz    |
| 5  | Austria (bandiera)      | D     | Thomas Ebner           |
| 6  | Austria (bandiera)      | D     | Markus Lackner         |
| 7  | Austria (bandiera)      | C     | Maximilian Sax         |
| 8  | Giappone (bandiera)     | C     | Yukihisa Tomori        |
| 9  | Burkina Faso (bandiera) | A     | Issiaka Ouédraogo      |
| 10 | Austria (bandiera)      | C     | Daniel Toth            |
| 11 | Austria (bandiera)      | C     | Lukas Grozurek         |
| 12 | Austria (bandiera)      | C     | Philipp Malicsek       |
| 15 | Austria (bandiera)      | C     | Andreas Dlopst         |
| 16 | Italia (bandiera)       | P     | Simon Manzoni          |
| 17 | Austria (bandiera)      | C     | Dominik Starkl         |
| 18 | Austria (bandiera)      | C     | René Schicker          |
| 19 | Austria (bandiera)      | C     | Nico Löffler           |

| N. |                    | Ruolo | Calciatore       |
| -- | ------------------ | ----- | ---------------- |
| 20 | Austria (bandiera) | D     | Florian Neuhold  |
| 21 | Austria (bandiera) | D     | Markus Wostry    |
| 22 | Austria (bandiera) | C     | Marcus Maier     |
| 25 | Austria (bandiera) | D     | Patrick Wessely  |
| 27 | Austria (bandiera) | C     | Eldis Bajrami    |
| 28 | Austria (bandiera) | P     | Jörg Siebenhandl |
| 29 | Austria (bandiera) | P     | Manuel Kuttin    |
| 31 | Austria (bandiera) | D     | Thomas Weber     |
| 32 | Austria (bandiera) | D     | Philipp Posch    |
| 44 | Austria (bandiera) | D     | Markus Blutsch   |
| 45 | Austria (bandiera) | A     | Marvin Egho      |
| 55 | Austria (bandiera) | C     | Ilter Ayyildiz   |
| 77 | Austria (bandiera) | A     | Toni Vastić      |
| 94 | Austria (bandiera) | C     | Oliver Pranjic   |
|    | Austria (bandiera) | D     | Markus Pavic     |